# Alfoz
Alfoz er en kommune i det nordvestlige Spanien i provinsen Lugo. Den har et indbyggertal på 1.523 (2024) indbyggere.